# Aknalich
Aknalich o Aknalij (en armenio: Ակնալիճ) es una comunidad rural de Armenia ubicada en la provincia de Armavir.
En 2009 tenía 3310 habitantes. Antiguamente la localidad se denominaba "Aygerlich".
La localidad alberga el único templo yazidí de toda Armenia. Se prevé inaugurar en 2017 un segundo templo de este grupo étnico-religioso en Aknalich, que pretende ser el mayor templo yazidí del mundo.
Se ubica en la periferia oriental de Metsamor, ciudad de la cual está separada únicamente por el polígono industrial. Se halla a medio camino entre las ciudades de Armavir y Echmiadzin por la carretera M5.

## Demografía
Evolución demográfica:
| Año        | 1926 | 1933 | 1959 | 1970 | 2001 | 2004 | 2010 |
| Habitantes | 190  | 60   | 245  | 2026 | 2864 | 2900 | 2864 |